# Роццано
Роццано (італ. Rozzano) — муніципалітет в Італії, у регіоні Ломбардія,  метрополійне місто Мілан.
Роццано розташоване на відстані близько 480 км на північний захід від Рима, 10 км на південь від Мілана.
Населення — 42 593 особи (2014).

## Демографія
Населення за роками:

Станом на 1 січня 2023 року в муніципалітеті офіційно проживали 5062 іноземці з 98 країн, серед них 749 громадян країн Євросоюзу та 197 громадян України.

## Сусідні муніципалітети
- Ассаго
- Базільйо
- Мілан
- Опера
- П'єве-Емануеле
- Цибідо-Сан-Джакомо